# Paul Nagle
Paul Nagle est un copilote de rallye irlandais né le 29 août 1978 à Killarney.

## Biographie
Nagle commence sa carrière en rallye en 1997. Sa première participation en championnat du monde est au rallye de Catalogne de 2004.
Copilote de Kris Meeke pour l'écurie Citroën, il remporte le rallye d'Argentine en 2015.
La saison suivante, le duo s'adjuge le rallye du Portugal et le rallye de Finlande.
Lors de la saison 2017, la paire fait à nouveau main basse sur deux épreuves avec le rallye du Mexique et le rallye de Catalogne.
La saison 2018 est cependant moins prolifique. En effet, lors du Tour de Corse, Paul Nagle s'emmêle dans ses notes et provoque la sortie de route de l'équipage. Ensuite, au Rallye du Portugal, Kris Meeke commet deux erreurs impliquant deux sorties à haute vitesse conduisant à deux abandons consécutifs. Peu après, le Citroën Racing annonce remercier le duo pour la suite de la saison, l’équipe mentionnant les « trop fréquentes sorties de route dont certaines, particulièrement violentes, auraient pu avoir de lourdes conséquences pour la sécurité de l’équipage alors que la prise de risque n’était pas justifiée par des enjeux sportifs ».
Il est annoncé en octobre 2018 que Kris Meeke fait son retour pour la saison 2019 chez Toyota mais sans Paul Nagle comme copilote, le britannique expliquant qu'il ressentait le besoin de vivre quelque chose de différent, y compris concernant l'ambiance dans la voiture.